# Construtores de Montículos

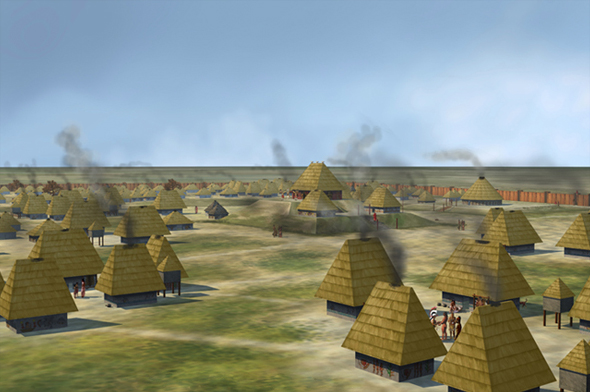
Ilustração dos montes

Os Construtores de Montículos (inglês "Mound Builders") foram habitantes da América do Norte que, durante um período de 5000 anos, construíram vários estilos de montes de barro para fins residenciais e religiosos. Os montículos são construídos a partir de grandes amontoamentos de pedras e terra até formarem imensos círculos, quadrados, pentágonos, e, em algumas ocasiões, chegam a simular animais, como serpentes, ursos, águias e pássaros.
Desde o século XIX que o consenso acadêmico predominante tem sido que os montes foram construídos por povos indígenas das Américas. Os exploradores espanhóis do século XVI entraram em contato com nativos que moravam em várias cidades do Mississipi, descreveram suas culturas e deixaram artefatos.

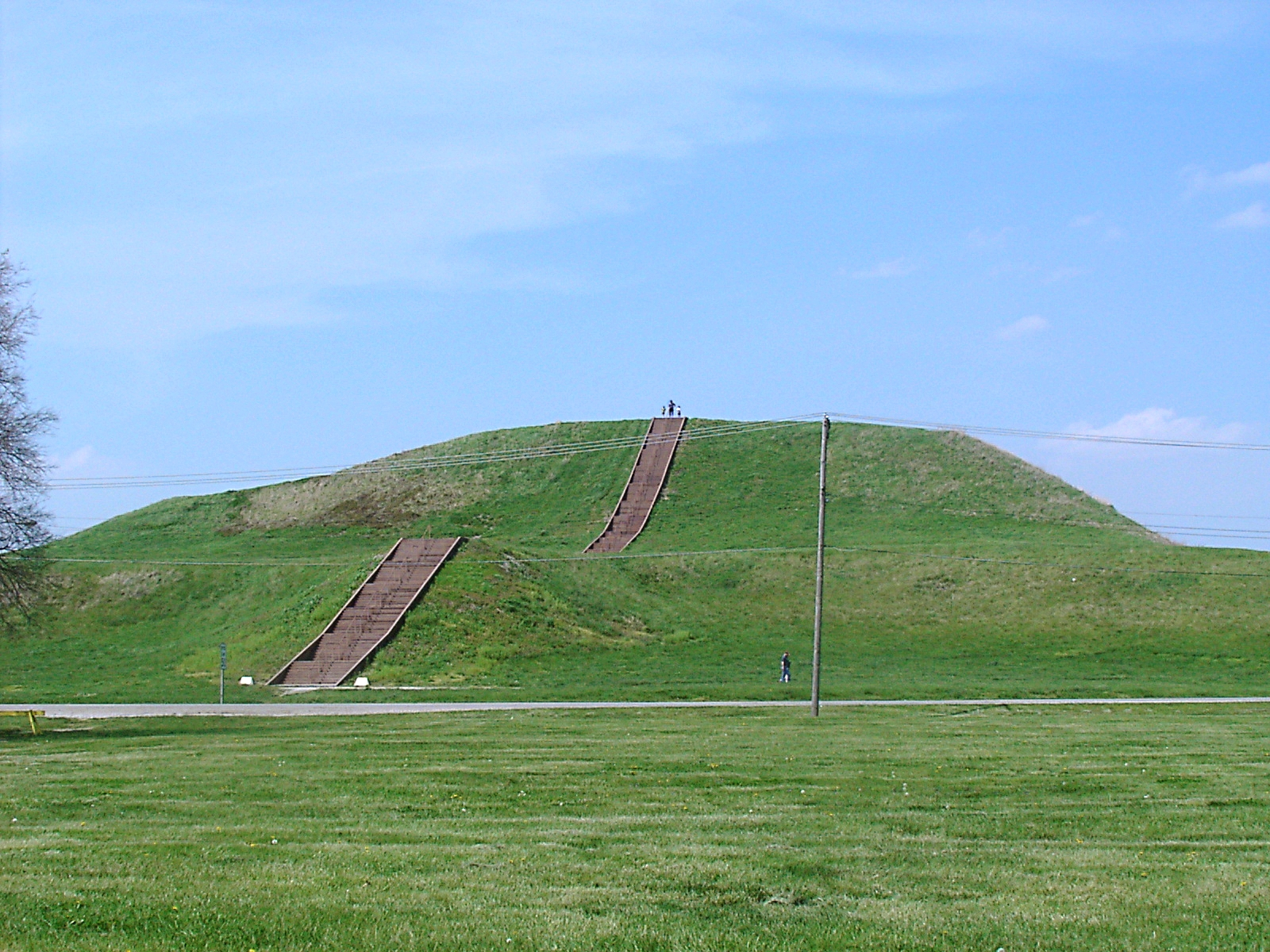
O Monks Mound de Cahokia, um testemunho da cultura dos Mound Builders, localizado em Illinois

## História
Eles se desenvolveram na fase arcaica da pré-história americana e continuaram até o século XVI. Os montes mais antigos encontrados são os do sítio arcaico de Watson Brake, no nordeste da Louisiana, que datam de 3500 a.C. As áreas de maior desenvolvimento são a costa atlântica e a planície do Mississippi. Estima-se que eles tenham construído vários milhares de montes, mas a maioria deles foi destruída pela erosão e máquinas agrícolas.